# Campionato italiano femminile di hockey su ghiaccio 2007-2008
Il Campionato italiano femminile di hockey su ghiaccio 2007-08 ha confermato la fase di grandissimo declino del movimento: solo tre le compagini iscritte, HC Eagles Bolzano, HC Agordo e All Stars Piemonte.
La formula è estremamente semplice: triplo girone di andata e ritorno (2 punti per la vittoria, 1 per il pareggio). Originariamente doveva esser seguito da una fase - denominata di play-off - in cui le squadre si affrontano tutte e tre in una sola giornata in incontri dalla durata ridotta in due tempi da 15 minuti (3 punti per la vittoria, 2 per la vittoria ai rigori, 1 per la sconfitta ai rigori), ma non se n'è fatto poi più nulla.
Il calendario è estremamente diradato per consentire alle squadre di partecipare agli eventi internazionali cui sono iscritte: le Eagles hanno giocato infatti sia la Coppa Campioni, dopo la rinuncia delle campionesse italiane in carica, che la EWHL; l'Agordo ha giocato l'EWHL; le All Stars hanno partecipato fuori gara (ovvero senza la possibilità di qualificarsi ai play-off) al campionato francese.

## Regular Season
|                    |                  |                  |                  |                   |                  |                  |                   |                  |                  |
| Teams              | Agordo           | Agordo           | Agordo           | Bolzano           | Bolzano          | Bolzano          | Piemonte          | Piemonte         | Piemonte         |
| HC Agordo          |                  |                  |                  | 3:2 (10/02/2008)  | 6:1 (23/02/2008) | 4:0 (02/03/2008) | 16:0 (06/01/2008) | 9:5 (27/01/2008) | 8:3 (08/03/2008) |
| HC Eagles Bolzano  | 7:2 (23/12/2007) | 3:1 (19/01/2008) | 3:4 (08/02/2008) |                   |                  |                  | 4:0 (26/01/2008)  | 4:1 (17/02/2008) | 4:1 (09/03/2008) |
| All Stars Piemonte | 1:1 (04/11/2007) | 3:6 (08/12/2007) | 5:1 (24/02/2008) | 3:12 (02/12/2007) | 1:5 (12/01/2008) | 1:6 (13/01/2008) |                   |                  |                  |

### Classifica
L'Hockey Club Agordo si aggiudica il nono scudetto della sua storia.